# Abisso Diamantina
L’abisso Diamantina è una depressione all'interno della fossa Diamantina, situata nella parte sudorientale dell'Oceano Indiano a sudovest di Perth, nell'Australia Occidentale.

## Caratteristiche
L'abisso e la fossa Diamantina fanno parte della grande zona di frattura Diamantina, che si estende dalla dorsale Novanta Est fino al plateau Naturaliste, che si estende al largo della parte inferiore dell'Australia sudoccidentale.
Una campagna di studi condotta nel 1961 dalla nave oceanografica australiana HMAS Diamantina (K377) aveva analizzato la batimetria della regione e condotto una serie di studi scientifici. La denominazione dell'abisso e della fossa omonima derivano proprio dal nome della nave da ricerca.

## Profondità
Una campagna di studi condotta nel 1961 dalla nave oceanografica australiana HMAS Diamantina (K377) aveva indicato in 8047 m la profondità dell'abisso Diamantina, e per questo era stato indicato dal General Bathymetric Chart of the Oceans Gazetteer come il punto più profondo dell'Oceano Indiano, con una profondità massima di oltre 8.000 metri nel punto corrispondente alle coordinate 35°S 104°E.
Per risolvere la questione sul punto più profondo dell'Oceano Indiano, l'intera area della fossa Diamantina è stata ispezionata nel marzo 2019 dalla Five Deeps Expedition utilizzando il batiscafo Deep Submersible Support Vessel DSSV Pressure Drop, equipaggiato con un ecoscandaglio multibeam Kongsberg SIMRAD EM124. Con questa apparecchiatura è stata rilevata una profondità massima di 7.019±17 metri alle coordinate 33°37′52″S 101°21′14″E dell'abisso Dordrecht. Indagini successive hanno confermato che l'abisso Dordrecht ha un'estensione di 80x95 km e una profondità massima di circa 7.100 metri alle coordinate 33.42°S 101.48°E e che questo è il punto più profondo dell'intera zona di frattura Diamantina.
Nel punto corrispondente all'abisso Diamantina, la profondità dell'acqua era di soli 5.300 metri, cioè molto meno profonda di quanto precedentemente supposto, e ha quindi confermato che il punto più profondo dell'Oceano Indiano si trova nella fossa di Giava.
I dati verranno inseriti nella relazione del progetto General Bathymetric Chart of the Oceans (GEBCO) Seabed 2030. Lo scopo della spedizione, che era di ispezionare e mappare i punti più profondi dei cinque oceani, entro settembre 2019, è stato così raggiunto.